# Estoy Aqui de Muze
Estoy Aqui de Muze (née le 5 juin 2004) est une jument de saut d'obstacles, alezane, inscrite au stud-book du BWP. Montée par le cavalier français Kevin Staut, elle devient l'une de ses juments les plus régulières. Elle est mise à la retraite fin 2017, après une blessure fin 2016.

## Histoire

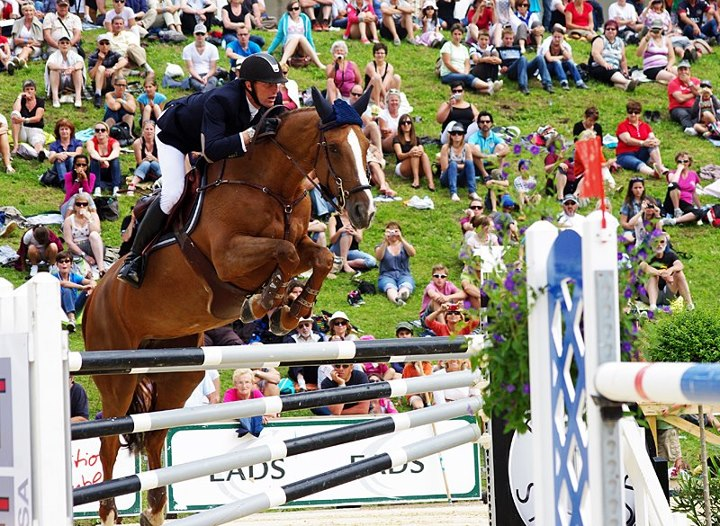
Estoy Aqui de Muze montée par Kevin Staut à La Clusaz.

Elle naît le 5 juin 2004 à l'élevage de M. Van Mele et de Joris de Brabander. Elle est montée durant ses jeunes années par Frédéric Bouvard, avec qui elle participe à ses premières compétitions internationales.
Elle est achetée en juin 2012, à l'âge de 8 ans, par le Haras des Coudrettes, ce qui permet à Kevin Staut, qui la monte depuis mai de cette même année, de la garder. Elle devient l'une de ses montures les plus régulières. Elle est arrêtée quelque temps en avril 2015, mais réapparaît au plus haut niveau.
Elle se blesse lors du CSI5* de Doha en novembre 2016, et disparaît alors des compétitions. Elle est officiellement mise à la retraite en septembre 2017, retrouvant les juments Charlize et Ornella Mail au pré, dans le haras des Coudrettes,.

## Description
Estoy Aqui de Muze est une jument de robe alezane, inscrite au stud-book du BWP. Elle est réputée caractérielle, ayant de nombreux fouaillements de queue sur les terrains de concours.

## Palmarès
- 2013 : 3e de l'étape Coupe des Nations de La Baule ; seconde du Grand Prix de Hickstead[7], 3e du Grand Prix de Hong Kong[11].
- 2014 : 6e du Grand Prix de Zurich[7].
- 2015 : 7e du Grand Prix de Vienne et du Grand Prix de Los Angeles[7],[12].
- Juin 2016 :  vainqueur de l'épreuve 1,55 mètre du CSI5* de Villach Treffen[3]

## Origines
Estoy Aqui de Muze est une fille de l'étalon Selle français Malito de Rêve et de la jument BWP Boyante de Muze, par Kashmir van't Schuttershof.

## Descendance
Elle est désormais poulinière.